# Municipio de Bangor (Dakota del Sur)
El municipio de Bangor (en inglés: Bangor Township) es un municipio ubicado en el condado de Brookings en el estado estadounidense de Dakota del Sur. En el año 2010 tenía una población de 145 habitantes y una densidad poblacional de 1,57 personas por km².

## Geografía
El municipio de Bangor se encuentra ubicado en las coordenadas 44°19′7″N 97°3′31″O / 44.31861, -97.05861. Según la Oficina del Censo de los Estados Unidos, el municipio tiene una superficie total de 92.43 km², de la cual 90,56 km² corresponden a tierra firme y (2,03 %) 1,87 km² es agua.

## Demografía
Según el censo de 2010, había 145 personas residiendo en el municipio de Bangor. La densidad de población era de 1,57 hab./km². De los 145 habitantes, el municipio de Bangor estaba compuesto por el 96,55 % blancos, el 2,07 % eran de otras razas y el 1,38 % eran de una mezcla de razas. Del total de la población el 2,76 % eran hispanos o latinos de cualquier raza.